# Praya dubia
Praya dubia és una espècie d'hidrozou de l'ordre dels sifonòfors. És un organisme que viu a l'oceà, a gran fondària (de 700 m a 1000 m per sota del nivell del mar). La llargada del seu cos és de 40-50 m i Praya dubia és un dels invertebrats més llargs del món. En realitat és una colònia feta de nombrosos individus petits connectats, cadascun amb una funció específica, com la d'alimentar-se, atacar i la defensa.
Praya dubia té una secció com un dom, (el nectosoma) i també òrgans sensorials (el sifosoma). El seu cos és blanquinós i transparent. Praya dubia atrau les seves preses amb una bioluminescència blava. La seva picada pot causar paràlisi i/o la mort.
Si arriba a la superfície mor per la diferència de pressió, ja que aquest animal experimenta una pressió de 0,47 tones/cm².